# Convento di San Biagio (Salerno)
Il convento ed ospedale di San Biagio dell'ordine di San Giovanni di Dio è un'ex struttura conventuale e ospedaliera che sorge in via Porta Catena nel centro storico di Salerno.

## Storia
L'ospedale fu fondato per volere di Matteo d'Aiello, cancelliere alla corte di Guglielmo II re di Sicilia. Egli cedette nel 1183 al figlio Niccolò, arcivescovo di Salerno, la chiesa di Santa Maria ed altre case lì vicino in cambio della chiesa di San Giovanni in Busanola. Da qui iniziarono i lavori per la costruzione del nuovo ospedale, probabilmente il primo in Italia meridionale gestito da laici e ad essere provvisto di un proprio statuto. Nel 1412 venne intitolato a san Biagio, medico armeno, la cui immagine veniva venerata nella chiesa. Per migliorare le cure offerte dall'ospedale l'amministrazione comunale inviò i religiosi dell'ordine di san Giovanni di Dio di Napoli che giunsero nel 1614 e ricevettero una rendita annua di 350 ducati. Il ricovero prese quindi il nome di "convento e ospedale di San Biagio dell'Ordine di San Giovanni di Dio". Nel 1861 il convento venne soppresso e l'ospedale fu affidato a personale laico, in quanto i religiosi furono costretti ad allontanarsi. Nel 1870 il marchese Ruggi d'Aragona fondò un nuovo ospedale nel quartiere Piantanova ma, per via della struttura carente di servizi, fu unificato per decreto dei consigli d'amministrazione a quello di San Biagio.  Nel 1910 iniziarono i lavori per la costruzione della nuova struttura in via Vernieri. Dopo l'alluvione del 1954 l'antico ospedale fu ristrutturato e destinato a scuola media.
Dell'edificio originale sono sopravvissuti una colonna con capitello corinzio ed una decorazione romboidale grigio e gialla.

## La chiesa
Prime notizie su questa chiesa si ritrovano in un documento del 1807. La chiesa fa parte del complesso dell'Ospedale e venne ristrutturata nel XVII secolo e rappresenta, insieme a San Giorgio, un bell'esempio di barocco salernitano. La chiesa, riccamente decorata di stucchi, presenta una singola navata ed è a pianta rettangolare ricoperta di una volta a botte che continua nella zona presbiteriale. I lati sono caratterizzati da lesene con capitelli corinzi sovrastate da una trabeazione con cornice aggettante che corre lungo tutto il perimetro dell'edificio fino alla cantoria soprastante l'ingresso. La porta d'ingresso è in legno ed è suddivisa in riquadri cui sono applicati elementi in ferro sbalzato che riproducono il simbolo dell'ordine di San Giovanni di Dio: il melograno. Le tele e gli arredi della chiesa furono trasportati nel 1978 nella sede dell'ospedale a Via Vernieri e da lì alla nuova sede al San Leonardo dove si trovano tutt'oggi. L'opera più antica, databile intorno al XVI secolo, è una tempera rappresentante una Madonna con Bambino, detta "Madonna della Salute". Al XIX secolo, invece, appartiene un olio su tela di grandi dimensioni raffigurante "San Giovanni che adora la Vergine". Altre opere erano state spostate precedentemente per permettere i lavori di restauro: "San Biagio che benedice una donna e dei bambini malati", olio su tela del XIX secolo; "San Francesco di Paola e san Giovanni di Dio", tempera del XIX secolo; "Ecce Homo" ed un "San Giovanni di Dio che adora la croce", risalente al XIX secolo opera di L. Montesano.